# 蛇籠

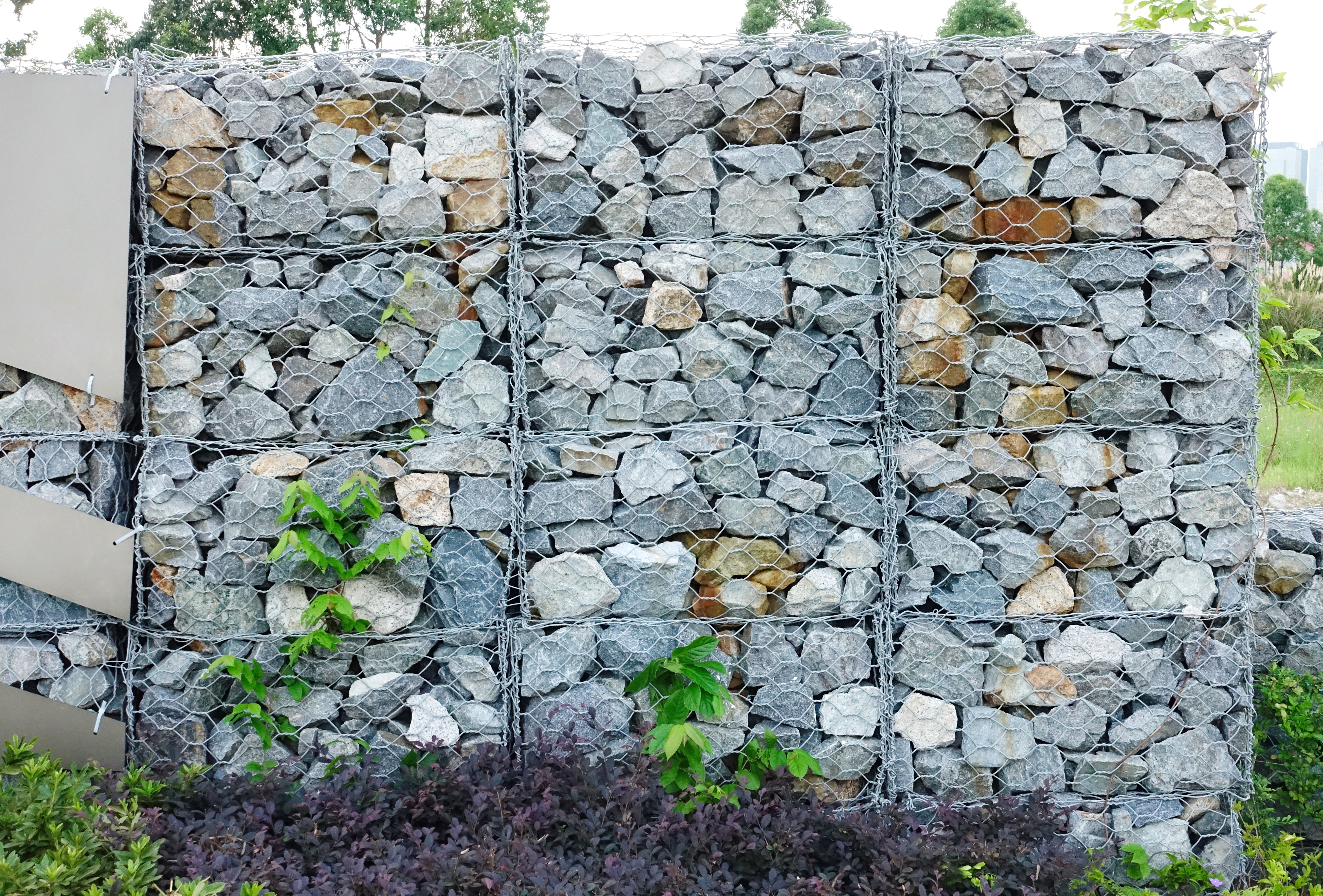
蛇籠

蛇籠（英語：Gabion），又稱土籠、石籠、箱籠，一種建築工法，以立體網狀的籠子、圓桶或是筐簏，中間填充卵石、水泥或沙土，之後用來修建道路、挡土墙、堤防、甚至是作為軍事防禦陣地之用。
日本與中國古代曾以竹子編成籠箱，來作為河岸堤防工程的一部份。現代則多是采用编织金属网或金属條焊接接成的具有立体结构的金属框，之後中間再實以沙土。石籠較好的透水性，使其成為治河生態工法中的一環。使用於邊坡穩定時，可在礫石中填入泥土與草籽，使蛇籠長出植栽，改善景觀。
達文西曾設計了一種蛇籠，用來修建米蘭的城牆。